# Project Grudge
Project Grudge (Projekt Uraza) był wojskowym projektem Armii Stanów Zjednoczonych dotyczącym wyłącznie obserwacji Niezidentyfikowanych Obiektów Latających, zwanych w skrócie UFO. Został zapoczątkowany w lutym roku 1949 i trwał nieprzerwanie do ostatnich miesięcy roku 1951 (od grudnia 1949 badania prowadzono z mniejszym nasileniem). Został zastąpiony pod koniec 1952 roku przez Projekt Błękitnej Księgi.